# Фернандо Торес
Фернандо Хосѐ Торес Санс (на испански: Fernando José Torres Sanz) е бивш испански футболист, състезаващ се като нападател. Играл е за Атлетико Мадрид от 2001 г. до 2007 г., там записва 214 мача и вкарва 82 гола. През лятото на 2007 г. той е закупен от Ливърпул за сумата от 36 милиона евро (рекордна за клуба покупка и рекордна продажба за Атлетико Мадрид). „Хлапето“ се адаптира бързо и се превръща в истинска машина, като за 102 мача вкарва 65 гола, и през 2008 се конкурира с Кристиано Роналдо и Лионел Меси за Златната топка. През януари 2011 г. подобрява трансферния рекорд в Англия, преминавайки за 50 млн. паунда в Челси. Прогресът е бавен и Торес вкарва първия си гол едва през април. В следващите 2 сезона печели големи престижни турнири с отбора (ФА Къп, Шампионска лига на УЕФА 2012), а през 2013 Лига Европа. Макар да има принос за спечелването на тези купи, времето на Торес в Челси е описано като „разочарование“. „Хлапето“ прекарва 3 години (включително и 2014) в Челси, където записва 110 мача и 45 гола, 20 от които са в Английската висша лига. На 31 август 2014 Торес бива изпратен под наем за 2 години в Милан. Там той бележи само 1 гол за 10 мача, след което на 5 януари 2015 се връща в първия си клуб Атлетико Мадрид под наем до май 2016 година.
На 10 юли 2018 той преминава в японския Саган Тосу.
На 21 юни 2019 г. обявява, че приключва с футболната си кариера на 35-годишна възраст. 

## Национален отбор
Торес дебютира през септември 2003 със своя национален отбор, и бележи дебютния си гол на 28 април 2004 г. срещу Италия. По-късно през същото лято е в състава на Испания за Евро 2004. След 2 години участва и в Световното първенство по футбол през 2006 г. и бележи 3 гола. Той се превръща в ключов играч през 2008 г. на Европейското първенство по футбол, когато бележи 2 гола, един от тях е победният гол на финала срещу Германия. През 2010 г. става световен шампион с Испания (бележи 1 попадение). През 2012 г. също получава повиквателна за Европейското първенство по футбол, там печели отново титлата с Испания, както и Златната обувка с 3 гола (един от които е вкаран на финала). Други играчи също имат по 3 гола, но Торес ги бележи за по-малко изиграни минути.

## Личен живот
Торес се жени през 2008 г. за дългогодишната си приятелка. Той става баща през 2009 г., когато му се ражда дъщеря. По-късно към края на 2010 г. (когато Торес още играе за Ливърпул), му се ражда син.

## Успехи

### Челси
- Шампионска лига – 1 (2012)
- ФА Къп – 1 (2012)
- Лига Европа – 1 (2013)

### Атлетико Мадрид
- Сегунда дивисион – 1 (2001 – 02)
- Найк Къп Европа – 1 (1998)

### Испания
- Световно юношеско първенство (до 16 г.) 2001 г.
- Европейско юношеско първенство (до 16 г.) 2001 г.
- Европейско юношеско първенство (до 19 г.) 2002 г.
- Европейско първенство 2008 (мъже) Австрия и Швейцария
- Световно първенство 2010 (мъже) Южна Африка
- Европейско първенство 2012 (мъже) Полша и Украйна

Лични награди
- Отличия
  - 1998 Най-добър 14-годишен футболист.
  - Европейско първенство за юноши до 16 г.

Голмайстор (7 гола в 6 мача), Най-добър играч
- Европейско юношеско първенство до 19 г.